# Дом генерала Капуани
Дом генерала Капуани — памятник архитектуры местного значения в Нежине.

## История
Изначально был внесён в «список памятников архитектуры вновь выявленных» под названием Жилой дом Капуани.
Приказом Министерства культуры и туризма от 21.12.2012 № 1566 присвоен статус памятник архитектуры местного значения с охранным № 10044-Чр под названием Дом генерала Капуани. Установлена информационная доска.

## Описание
Дом построен в конце 18 века на углу современных улиц Авдеевской и Косиора.
Одноэтажный на высоком цоколе, каменный, оштукатуренный, прямоугольный в плане дом, с четырёхскатной крышей. Углы фасада акцентированы пилястрами, фасад завершается карнизом с сухариками. Центр главного фасада украшает пилястровый портик из 4 пилястр. Окна четырёхугольные, обрамлены (кроме цоколя) наличниками. Вход с торца к улице Косиора, ориентирован на восток. С запада примыкает пристройка.